# ラジオでフライデイト 夜はこれから!
ラジオでフライデイト 夜はこれから!（ラジオでフライデイトよるはこれから）はCBCラジオのラジオ番組。1985年4月12日から1992年4月3日まで放送。

## 概要
1985年3月まで、月曜日 - 金曜日帯の夜ワイド番組として放送されていた『小堀勝啓のわ!Wide とにかく今夜がパラダイス』が同年4月より、月曜日 - 木曜日帯に放送枠を縮小。金曜日の夜ワイド番組として独立した形で当番組を開始した。
トークと音楽を中心とした番組で当時は週休二日制が広く普及されつつあり、これに合わせて「金曜日は週末」という考えの元で企画段階ではリスナーはヤングアダルト向けにリスナーが参加する形で街の話題や情報を取り入れ、掛ける音楽はフォークソング、ニューミュージック、ポップス中心でフルコーラス流すという趣旨である。リスナー層は『わ! wide』より少し上の年齢層を対象とした。
伊藤秀志の朴訥な人柄と温かさを活かした雰囲気で、『わ! wide』と同様に、CBC放送会館 1Fのレインボースタジオから生放送した。伊藤は生放送中は機関銃のように喋り倒すことが多かったという。
1992年4月3日に放送した最終回は伊藤がオリジナル曲の『卒業』を披露。集まったリスナーと一緒に大合唱をして番組を締め括った。

## 放送時間の変遷
毎週金曜日
- 21:00 - 23:40 （1985年4月12日 - 1985年10月4日）
- 21:00 - 24:40 （1985年10月11日 - 1986年10月3日）※放送枠を拡大
- 21:00 - 24:10 （1986年10月10日 - 1987年4月3日）※金曜日 24:10 - 24:40枠で『バンド・ワゴン』を開始した為、放送枠を30分縮小
- 21:00 - 24:40 （1987年4月10日 - 1992年4月3日）※『バンド・ワゴン』終了に伴い、放送枠を再拡大

## レギュラー出演者
- パーソナリティ
  - 伊藤秀志
- パートナー
  - 青山佳世（1985年10月 - 1986年4月）
  - 益川京子（1986年4月 - 1987年4月）
  - 永井恵（1987年4月 - 1991年4月）
  - 神野三枝（1991年4月 - 1992年4月）

## コーナー
1985年、1986年当時
- デンワでフライデイト
- 秀志のトーク カプセル
- いちご倶楽部とにんじんパーティー → 秀志のおばんでやんす
（ゲスト コーナー。最初は『小堀勝啓のわ! wide』と共通のコーナータイトルだったが、1985年10月頃から後者に改題）
- 秀志のハガキで御免
- はな金タルタルクイズ
- 青春メイト オー！キャンパス（1985年10月から）
- 秀志のずばり1曲（1985年10月から）
- 佳世ちゃんのスターダスト（1985年10月から。パートナーの青山佳世がフリートークを行うコーナー）
- ミッドナイト・ブレイク（1985年10月から）

1987年 - 1992年のタイムテーブル
- 21:00 - オープニング
- 21:26 - 今週の(ビ)と(金)
- 21:40 - 夜空のダイアリー
（葉書や手紙に綴られたリスナーからの「あの日の想い」に伊藤がその場で曲を付けて、生歌を披露。それを録音したカセットテープをその送り主のリスナーにプレゼント[4]）
- 21:46 - 秀志とデイト
- 22:00 - 中日新聞ニュース
- 22:06 - 今日のスポーツ、天気予報
- 22:10 - 秀志のハガキで御免
- 22:34 - 秀志のおばんでやんす
- 22:44 - はな金タルタルクイズ
- 23:00 - ご当地ソング コーナー
- 23:15 - おしゃべりキーボード （1987年10月から。1990年4月より、土曜24:30 - 25:00へ枠移動。単独番組に）
- 23:20 - セブンティーン ロマンス （1990年4月から）
- 23:35 - 秀志のトーク カプセル
- 23:42 - キャンパス グラフィティ
- 23:55 - 中日新聞ニュース
- 24:07 - 恵の一週間 → 三枝の一週間 （1988年から。パートナーの永井恵、神野三枝が一週間に起きた出来事を話すコーナー）
- 24:35 - エンディング

（出典：）

## コーナー番組
- KIDS IN TOSHIBA かぼちゃークラブ （ニッポン放送 制作、1985年10月まで）
- ザ・ヒットパレード 毎日がベストテン（22:50 - 23:00、TBSラジオ制作、1986年まで）
- 日産シネマランド（23:00 - 23:10、1987年9月まで。出演：寺泉憲）
- 杉山清貴のロッテリア サウンド・ウェーブ（22:50 - 23:00、TBSラジオ制作、1986年10月 - 1989年3月）
- 資生堂 一社提供枠（22:23 - 22:33頃、ニッポン放送 制作）
  - 田原俊彦 君とSHOWERING NIGHT SHI-SEI-DO!（1986年3月まで）
  - 田原俊彦 心はストレート（1986年4月 - 1987年3月）
  - 仲村トオル 待たせてゴメン （1987年4月 - 1989年9月）
  - 大槻ケンヂのセニョール!セニョリータ! （1989年10月 - 1990年6月）
- ダイハツ 一社提供枠（22:23 - 22:33頃、ニッポン放送 制作）
  - TOSHIのXハラスメント （1990年7月 - 1991年2月）
  - ウッチャンナンチャンのラジオな奴ら （1991年3月 - 1992年3月）